# Huíla
Huíla é uma das 18 províncias de Angola, localizada na região sul do país, sendo a mais rica província da porção meridional angolana. Tem como capital a cidade e município do Lubango.
Segundo as projeções populacionais de 2018, elaboradas pelo Instituto Nacional de Estatística, conta com uma população de 2.819.253 habitantes e com uma dimensão de 79 023 km², sendo a província mais populosa de Angola depois de Luanda.
Huíla constitui-se por 14 municípios: Caconda, Cacula, Caluquembe, Chiange, Chibia, Chicomba, Chipindo, Cuvango, Humpata, Jamba, Lubango, Matala, Quilengues e Quipungo.

## História
A presença europeia na região começa em 1627, no partir de uma expedição luso-espanhola comandada por Lopo Soares Lasso, que partiu da cidade de Moçâmedes alcançando a Serra da Chela, de onde era possível ver o planalto da Huíla e vasto vale de domínio do soba Calubango, o País de Humbi-Onene.
A rota de exploração básica, entre os séculos XVII e XVIII, seguia os cursos dos rios Giraul, Neves, Caculavar, Calonga, Cunene e Cuunje, partindo de Moçâmedes, passando por Bibala, Planalto da Humpata, Quipungo e Matala, até chegar em Caconda. Assim, a bacia do Giraul e a do Cunene foram as primeiras rotas seguras de exploração, dado a disponibilidade de água. A escolha de Caconda como posto avançado cumpria três objetivos: como rota alternativa mais segura que o norte e o centro angolano, ainda dominado pelos dos poderosos reinos do Dongo-Matamba, Cassange-Jaga, Huambo e Bailundo; controle de uma região menos organizada socio-politicamente em relação ao restante do território angolano e de vales muito férteis, e; a proximidade com a densamente povoada e prosperamente agrícola região centro-planáltica. A rota seguindo o leito principal do rio Cunene só foi explorada após a segunda metade do século XIX.

### Construção de fortalezas e missões religiosas
O maior dos marcos de colonização inicial da Huíla se deu com a construção da Fortaleza de Alva Nova, em 1682, após um acordo com os galangues. A fortaleza ficaria sob coordenação de um capitão-mor português.

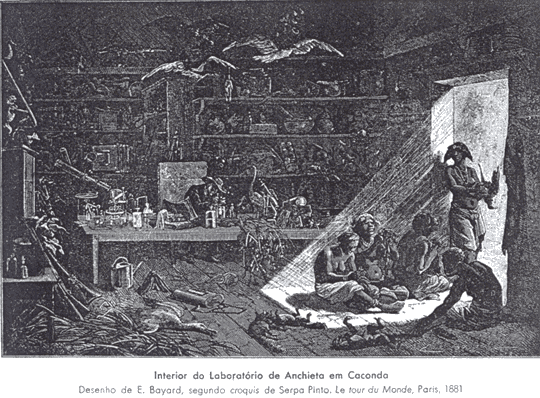
Laboratório do naturalista José Alberto de Oliveira Anchieta, localizado em Caconda, na segunda metade do século XIX.

Entretanto, a presença colonial manteve-se tensa até a Guerra de Galangue (1768-1769), onde os lusitanos derrotaram o rei Caconda, conseguindo forçar a retomada da Fortaleza de Alva Nova (ou Alba Nova, renomeada para Fortaleza de Caconda). No mesmo ano, ao final da guerra contra o Reino Galangue, Portugal decide por instalar, junto à fortaleza, a "Missão Católica da Caconda", sob coordenação do padre capuchinho Gabriel de Braga.
Em meados de 1845, o major João Francisco Garcia deslocou-se do povoado de Moçâmedes para Caconda encarregado de instalar um presídio junto à fortificação. Em 1850, cria-se um concelho com sede em Caconda, com o nome de Huíla, com major Garcia na qualidade de regente. Até essa altura, Caconda era a segunda entidade com estatuto jurídico-administrativo no sul de Angola (a mais velha é Moçâmedes), sendo, assim, a mais velha municipalidade huilense.
Em 1866 o padre e botânico Carlos Duparquet realiza, com auxiliares, uma expedição até a Serra da Chela, onde tenta estabelecer uma missão científica e evangelizadora, sendo expulso pelos nativos em seguida. Anos mais tarde, em 1881, padre Duparquet e o padre José Maria Antunes realizam uma nova expedição ao mesmo local, que culmina num acordo com o soba para a fundação de uma missão católica agropastorial junto a actual comuna da Huíla, que no mesmo ano ganha estatuto eclesiástico ao servir como sede para a Missão Sui Iuris do Cunene.

### Fixação colonial definitiva
A fundação da Missão Sui Iuris do Cunene serviu de base para a segunda onda de povoamento europeu, desta vez formada por bôeres, denominada Colônia de São Januário da Humpata, nas proximidades daquela Missão Católica da Huíla. Humpata, liderada por Jacobus Botha, em 1884 contava com 325 bôeres instalados em 60 casas, possuindo 50 carros (wagons) e cerca de um milhar de cabeças de gado bovino. Oficialmente inaugurada em 19 de fevereiro de 1882, seu surgimento se deu com a transferência de um contingente de imigrantes que estava no Cunene (em Ondijiva) e na Damaralândia para a Huíla, após a Primeira Guerra dos Bôeres. Das 600 famílias iniciais que rumaram para o norte antes da instalação na Huíla, mais da metade pereceu durante a peregrinação pelo Calaári, que ficou conhecido como as jornadas para as terras de sede (Dorsland Trek). Posteriormente formaram colônia também na vila de Palanca. Essas colônias, e as demais desenvolvidas, fez surgir um subgrupo étnico chamado de angobôeres.
A terceira onda de colonização ocorreu com a vinda de uma comissão de madeirenses, liderados por José Augusto da Câmara Leme, que decidiram embarcar numa expedição rumo a Moçâmedes e ao planalto da Huíla. Chegaram ao Lubango no dia 24 de dezembro de 1884, onde ficava a antiga ombala dos muílas. Em 19 de janeiro de 1885 é fundada a Colónia Sá da Bandeira e, em 16 de setembro do mesmo ano é fundada por madeirenses e bôeres a colónia de São Pedro da Chibia.
Lubango tornou-se uma administração autônoma (1887) e concelho (1889), com Câmara Leme nomeando chefe do concelho do Lubango em 19 de fevereiro de 1890, e; comandante militar do concelho do Lubango, com o posto de capitão de 2ª linha, em 19 de outubro de 1890.

### Formação administrativa e econômica
Em 2 de setembro de 1901 foi criado, por desmembramento do distrito de Moçâmedes, o novo distrito da Huíla, com sede no Lubango, sendo esta povoação, pelo mesmo decreto, elevada à categoria de vila, com o nome de Vila de Sá da Bandeira. Na criação, o distrito compunha-se dos territórios da Huíla e do Cunene.
No processo de formação administrativa, a Huíla enfrentou grandes períodos de instabilidade sócio-territorial nas suas duas primeiras décadas. Em 1914, durante a Campanha de Cubango-Cunene, uma extensão da Primeira Guerra Mundial, as tropas alemãs invadiram o sul e sudeste do distrito, massacrando portugueses e nativos, alterando o frágil equilíbrio com os reinos tradicionais. Uma vez expulsos os alemães, as batalhas continuaram, culminando numa sangrenta guerra, levada a cabo por António Pereira de Eça, contra os nhaneca-humbes do vale do Cunene e contra os ovambos, que haviam se rebelado contra o imperialismo lusitano. A guerra tomou contornos de massacre contra os povos nativos, em especial contra os Reinos Confederados Ovambos.
Em 31 de maio de 1923 o Caminho de Ferro de Moçâmedes chega no Lubango, marcando um período de grande virada econômica para o distrito provincial da Huíla, na medida em que poderia se comunicar de maneira mais eficiente com o litoral.

### Guerra de independência e guerra civil

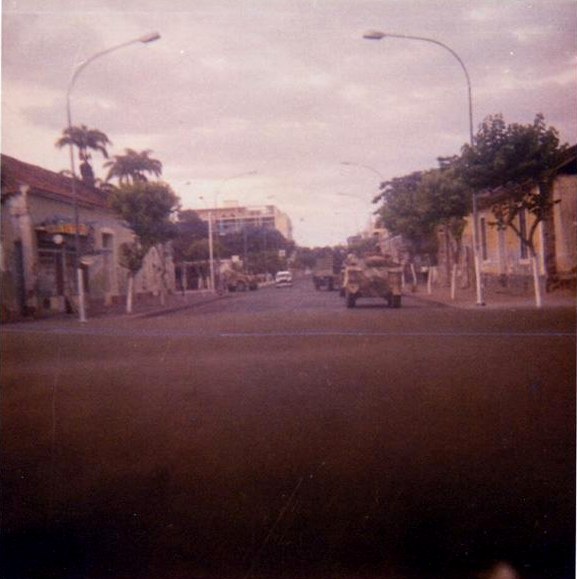
Carros blindados Eland Mk7 sul-africanos em Lubango, por volta de 26 de outubro de 1975, durante a Operação Savana, na Guerra de Independência de Angola.

Desde a Guerra de Libertação até à independência de Angola e a subsequente Guerra Civil Angolana, a Huíla foi directamente afectada, ficando livre de combates durante períodos relativamente curtos de tempo.
Algumas das maiores batalhas se deram na Mina de Cassinga; ela havia sido abandonada pelos supervisores portugueses e caído em decadência durante a Guerra Civil Angolana. Ocupada pelo Exército Popular de Libertação da Namíbia (PLAN), ala militar da Organização do Povo do Sudoeste Africano (SWAPO), foi adotada como uma base para ataques insurgentes no Sudoeste Africano, durante a guerra sul-africana na fronteira. Suas bases logo se tornaram um campo de refugiados. As tropas sul-africanas com o apoio da estadunidense lançaram um terrível ataque, no episódio que passou à história como a batalha de Cassinga, onde a maioria dos mortos foram civis.
A presença da PLAN e de militares cubanos em Cassinga e no restante da Huíla atraiu a atenção da Força de Defesa da África do Sul, que lançou primeiramente a Operação Savana e depois a Operação Rena. A província ainda foi o local de mais combates, durante a Operação Askari, em dezembro de 1983.

## Geografia
Limita-se ao norte com as províncias de Benguela e Huambo, ao leste com as províncias de Bié e Cuando-Cubango, ao sul com a província de Cunene, e ao oeste com a província de Namibe. A Huíla não possui litoral, sendo uma província interior.

### Clima
Segundo a classificação climática de Köppen-Geiger, no território da província predomina o clima oceânico (Cwb). O clima é, em geral, quente, com chuvas uniformes ao longo do ano, e temperatura média anual maior que 20ºC. Nas áreas situadas em maior altitude pode ser classificado como temperado marítimo (Cfc).

### Demografia
A população original da área compunha-se de coissãs, dos quais ainda existem pequenos grupos remanescentes. Os coissãs foram marginalizados por povos de pastores ou de agro-pastores de diversas proveniências e que hoje constituem uma variedade de etnias. As etnias agro-pastoras fazem parte do grupo relativamente heterogéneo dos nhaneca-humbes, com destaque para os muílas, que são os mais numerosos e de cujo nome o planalto e a província da Huíla derivam as suas designações. De entre as etnias pastoras, há ainda os cuvales. Dentre os povos migrantes, nas grandes cidades há populações relevantes de ambundos, ovimbundos, congos e ovambos, além de grupos menores miscigenados de angobôeres e luso-angolanos.
A principal língua falada na província é o português, sendo registrado a variante dialeto sulista, um dos quatro que há dentro do português angolano. Já entre as tradicionais a presença maior é da língua nhaneca.

### Ecologia, flora e fauna
Domina o norte, nordeste, centro e leste da paisagem da província a ecorregião das "florestas de miombo angolanas", com flora de savana de folha larga decídua úmida e floresta com domínio de miombo, além de pastagens abertas. O sul, entre a Serra da Chela e o vale do rio Cunene, é dominado pelas "florestas angolanas de mopane", caracterizada por árvores de mopane de caule único e arbustos. Há ainda o "mosaico de pastagens e florestas montanhosas angolanas", nos arredores da Serra da Neve e da Serra da Leba, com floresta afromontana, gramíneas e arbustos.
Na fauna o destaque fica para as aves endémicas francolim-da-montanha (Francolinus swierstrai), francolim-de-listras-cinzentas (Francolinus griseostriatus) e papa-moscas angolano (Batis minulla).

#### Património natural
A província possui enormes áreas de preservação ambiental, das quais as mais importantes são o Parque Nacional do Bicuar e a Reserva Florestal do Guelengue e Dongo.

### Hidrografia
O principal curso d'água da província é o rio Cunene, que atravessa o território de norte a sul, tendo inclusive os importantes afluentes em terras huilenses rio Que e rio Caculuvar. Já o rio Cubango irriga as terras do extremo leste da província. Outro rio importante é o Catumbela, que corre para o norte.

### Relevo
Os principais acidentes geográficos são a Serra da Chela, a Serra da Galangue, os planaltos da Huíla e de Humpata (ou Serra da Leba). Nesta última encontra-se a Fenda da Tundavala, um dos maiores abismos do continente africano.

## Economia

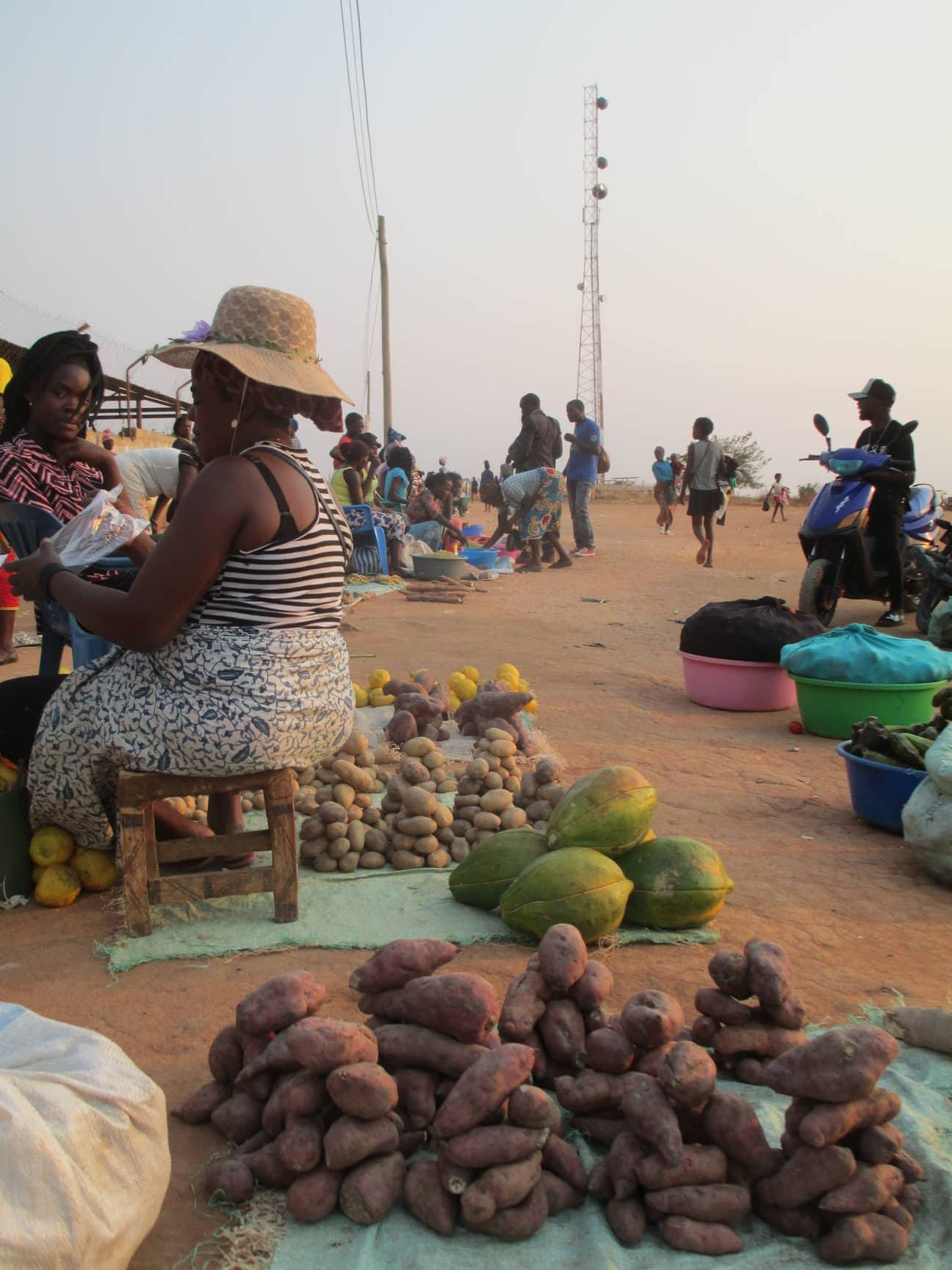
Comércio a retalhos em Lubango, em 2018.

### Agropecuária e extrativismo vegetal
Na produção de lavoura termporária a província huilense registra relevantes quantias de algodão, banana, batata, batata-doce, cana-de-açúcar, milho, feijão, soja, trigo, gergelim, girassol, maracujá, massambala, massango e hortaliças. Já na lavoura permanente há a produção de citrinos, goiabas, mamões e mangas.
Na pecuária, são destaque os rebanhos de gado bovino e caprinos para carne, lete e peles, além da criação de galináceos para carne, postura e penas.
Na Huíla ainda há cultivos florestais de de eucaliptos e pinus para uso exportação comercial de madeira; e extrativismo, concentrado na pesca artesanal.

### Indústria e mineração
A Huíla possui um dos mais importantes parques industriais angolanos, com relativa diversificação. Foca-se na transformação agroindustrial de alimentos e de bebidas, além de produção moveleira e de materiais de construção, produção de tabacos, de produtos químicos finos (como aromáticos e rícino) e de sisal. Há uma presença de indústria metalúrgica voltado para o setor de logística.
Na mineração industrial, há extração de caulino, manganês, mica, granito negro e água mineral. O destaque, propriamente dito, fica com a produção de minério de ferro e de ouro na Mina de Cassinga.

### Comércio e serviços
Pelo setor de comércio e serviços, a atividade logística gera grande massa salarial com destaque ao Caminho de Ferro de Moçâmedes e à suas várias rodovias. Os grandes centros de comércio de retalhos e venda por grosso são Lubango, Humpata, Matala, Cuvango e Caconda.
O turismo é uma das actividades econômicas provinciais de relevo, assentada nas belezas naturais huilenses e na arquitetura e história local.

## Infraestrutura

### Transportes
A província dispõe de uma rede de estradas de ligação da capital a todos os municípios, bem como a todo o país, sendo as principais as rodovias EN-110, EN-105 e Rodovia Transafricana 3 (TAH 3/EN-120), que permitem o contato com o Huambo e com o Cunene, e; a EN-280, que dá acesso ao Namibe e ao Cuando-Cubango.
No sector ferroviário, a província dispõe do Caminho de Ferro de Moçâmedes para o transporte de pessoas e bens, com as estações provinciais de Quipungo, Matala, Dongo Novo, Entroncamento, Mukanka (Lubango) e Jamba.
A província conta ainda com ligações aéreas regulares aos principais centros do país, além de ligações internacionais, operando principalmente no Aeroporto Internacional da Mukanka.

### Educação
Huíla conta com a existência de uma rede escolar que funciona em toda a província e comporta um total de cerca de 1 300 escolas do I, II, III níveis, 4 institutos de ensino médio, 4 centros de formação profissional, a Universidade Mandume ya Ndemufayo e o Instituto Superior de Ciências da Educação da Huíla, e ainda 11 escolas privadas.